# Vương Hiểu Bình
Vương Hiểu Bình (tiếng Trung giản thể: 王晓萍, bính âm Hán ngữ: Wáng Xiǎopíng, sinh tháng 3 năm 1964, người Hán) là nữ chính trị gia nước Cộng hòa Nhân dân Trung Hoa. Bà hiện là Bộ trưởng Bộ Tài nguyên nhân lực và Bảo đảm xã hội Trung Quốc. Bà từng là Phó Bộ trưởng Bộ Tổ chức Trung ương Đảng, Ủy viên Thường vụ Ủy ban Kiểm Kỷ; Thường vụ Tỉnh ủy, giữ chức Bộ trưởng Bộ Tổ chức, Bộ trưởng Bộ Tuyên truyền Tỉnh ủy Cát Lâm; Phó Chủ nhiệm Văn phòng Kiều vụ Quốc vụ viện.
Vương Hiểu Bình là đảng viên Đảng Cộng sản Trung Quốc, học vị Thạc sĩ Luật học. Bà có sự nghiệp nhiều năm trong lĩnh vực chính sách quốc tế, Hoa kiều trước khi được điều về địa phương, rồi trở thành Bộ trưởng Nhân Xã.

## Xuất thân và giáo dục
Vương Hiểu Bình sinh vào tháng 3 năm 1964 tại huyện Đoàn Phong, nay thuộc địa cấp thị Hoàng Cương, tỉnh Hồ Bắc, Cộng hòa Nhân dân Trung Hoa. Bà lớn lên và tốt nghiệp cao trung ở Đoàn Phong, thi cao khảo vào năm 1981 và đỗ Học viện Chính Pháp Bắc Kinh, lên thủ đô nhập học hệ pháp luật từ tháng 9 cùng năm. Sau đó 2 năm, trường được nâng cấp thành Đại học Chính Pháp Trung Quốc, bà tiếp tục học rồi tốt nghiệp cử nhân luật học vào tháng 9 năm 1985. Sau đó, bà thi đỗ chương trình nghiên cứu sinh tại Viện Nghiên cứu sinh của trường, học chuyên ngành lịch sử pháp luật nước ngoài, nhận bằng Thạc sĩ Luật học vào tháng 8 năm 1988. Trong quá trình học, bà được kết nạp Đảng Cộng sản Trung Quốc khi là học viên năm cuối vào tháng 5 năm 1988.

## Sự nghiệp

### Các giai đoạn
Sau 8 năm học ở Chính Pháp Trung Quốc, vào tháng 8 năm 1988, Vương Hiểu Bình được tuyển vào Công ty Khai phát và Nghiên cứu Thủ Cương, một công ty con của xí nghiệp nhà nước là Tập đoàn Thủ Cương, công tác ở vị trí viên chức của Ban Pháp luật của công ty. Làm ở đây 2 năm cho đến tháng 9 năm 1990 thì bà được điều lên Ty Nghiên cứu chính sách Hoa kiều Quốc vụ viện để công tác ở vị trí cán bộ Tổ Nước ngoài. Trong giai đoạn này, bà lần lượt được nâng ngạch khoa viên, phó chủ nhiệm rồi chủ nhiệm khoa viên, đến tháng 4 năm 1996 thì được thăng chức làm Phó Trưởng phòng Điều nghiên của ty, là Trưởng phòng từ tháng 8 năm 1998. Sau đó, bà tiếp tục được thăng chức là Phó Ty trưởng từ tháng 6 năm 2000, và là Ty trưởng ty này vào tháng 7 năm 2005. Sau đó 4 năm, bà được chuyển chức làm Ty trưởng Ty Pháp quy chính sách của Văn phòng Kiều vụ Quốc vụ viện, tiếp tục điều chuyển làm Ty trưởng Ty Hồng Kông, Ma Cao của văn phòng, rồi được bổ nhiệm làm Phó Chủ nhiệm Văn phòng, cấp phó bộ trưởng vào tháng 12 năm 2015.
Tháng 3 năm 2017, Vương Hiểu Bình được điều về Cát Lâm, chỉ định vào Ủy ban Thường vụ Tỉnh ủy, phân công làm Bộ trưởng Bộ Tuyên truyền Tỉnh ủy Cát Lâm. Thời gian này bà cũng kiêm nhiệm làm Chủ tịch Hiệp hội Khoa học xã hội tỉnh, đến tháng 5 năm 2019 thì chuyển chức làm Bộ trưởng Bộ Tổ chức Tỉnh ủy. Tháng 11 năm 2020, bà được điều lên trung ương, nhậm chức Phó Bộ trưởng Bộ Tổ chức Trung ương Đảng Cộng sản Trung Quốc. Tháng 10 năm 2022, Vương Hiểu Bình tham gia Đại hội Đảng Cộng sản Trung Quốc lần thứ XX từ đoàn cơ quan Đảng và Nhà nước Trung ương, được bầu làm Ủy viên Thường vụ Ủy ban Kiểm tra Kỷ luật Trung ương Đảng, và cũng là Ủy viên Ủy ban Giám sát Nhà nước.

### Bộ trưởng Nhân Xã
Vào ngày 30 tháng 12 năm 2022, tại hội nghị lần thứ 38 của Ủy ban Thường vụ Nhân đại Trung Quốc khóa XIII, Vương Hiểu Bình được phê chuẩn nhậm chức Bộ trưởng Bộ Tài nguyên nhân lực và Bảo đảm xã hội theo đề nghị của Tổng lý, đồng thời được chỉ định làm Bí thư Đảng tổ bộ, kế nhiệm Chu Tổ Dực.